# MAMI☆OMO Radio Caravan
MAMI☆OMO Radio Caravan(1996年4月～1998年4月4日)は、関東ではNACK5(後にラジオ日本に放送が変わる)、関西ではラジオ大阪で放送されていた。パーソナリティとしては、小森まなみ、西村朋紘の2人で当初はスタートしていたが、後に、スポンサーでもあったニホンクリエイトの営業マンであるひでりん(後に降板およびスポンサー変更)、さらに高橋直純が加わった。

## 番組の主なコーナー
- MAMI★OMOチャット
- 黄金の右腕
- とっぴんパラリンのプー
- やりいかのコーナー
- ざんげのコーナ－
- さわやか仮面と邪道マン
- ハートビートイマージュ
- ハートビートメッセンジャー
- エンディング

## 番組詳細
最初は純粋なお便りのコーナーの他、西村朋紘の「黄金の右腕」と呼ばれる、アコースティックギターでの弾き語りのコーナーであったのだが、
リスナーからイルカの「なごり雪」の替え歌として「なごり乳」という下ネタの替え歌を放送したことをきっかけに、このコーナーは下ネタ中心の弾き語り替え歌コーナーになった。
ただし、西村本人も時々嫌気がさして「今月は一切下ネタを使わない、さわやか月間です」と言って、下ネタを使わない替え歌を歌ったこともある。
(この時の代表曲、H2Oの「想い出がいっぱい」の替え歌、「おもに毛がいっぱい」等)

## 決め台詞
また、それぞれのキャラには決め台詞があった。
- 小森まなみは「まみ帰る！」
- 西村朋紘は「懺悔しなさ～い！」
- ひでりんは「退場！」
- 高橋直純は「言えるか～！！」

## お便り紹介者へのプレゼント
お便りを紹介されたリスナーには「幸せのタマタマ」という、番組特製のボールペンがプレゼントされた。
後に、賞品が代わり「幸せのぺたぺた」という番組特製のシールになった。